# Regla de Carson
La regla de Carson es el nombre común que se le da a una regla general conocida en telecomunicaciones referente al ancho de banda, y que establece que aproximadamente toda la potencia (~98%) de una señal consistente en una portadora senoidal modulada en frecuencia está comprendida dentro de un ancho de banda (alrededor de la frecuencia portadora) de:

{\displaystyle B_{T}=2(\Delta f+f_{m})}

donde:
- Δf es la desviación máxima de la frecuencia instantánea f(t) (que es un efecto de modular en frecuencia, al igual que en Amplitud Modulada (AM) se define el índice de modulación respecto a la amplitud) respecto a la portadora fc (asumiendo que xm(t) está normalizada en el rango ±1), y
- fm es el ancho de banda de la señal moduladora (que se define "en banda base" y es el mismo para la señal modulada).

La regla de Carson se origina a partir de un artículo de 1922 del teórico y pionero de los sistemas de comunicaciones estadounidense John Renshaw Carson (1886 – 1940),.

## Regla de Carson en función del índice de modulación
También se puede definir mediante la siguiente igualdad:

{\displaystyle B_{T}=2(D+1)W}

donde:
- {\displaystyle W} es el ancho de banda de la señal moduladora (si esta es un tono puro será su misma frecuencia) y
- {\displaystyle D} es el índice de modulación.

Cuando se tiene que  {\displaystyle 2<D<10}  la expresión anterior subestima el ancho de banda de transmisión, por lo que se utiliza la siguiente expresión:

{\displaystyle B_{T}=2(D+2)W}

### Índices de modulación
Para señales moduladas en fase (PM):

{\displaystyle D=\phi _{d}|m(t)|_{max}}

donde:
- {\displaystyle \phi _{d}} es la sensibilidad del modulador y
- {\displaystyle m(t)} es la señal moduladora.

Para señales moduladas en frecuencia (FM):

{\displaystyle D={\frac {|f_{d}(t)|_{max}}{W}}}

donde:
- {\displaystyle f_{d}} es la desviación instantánea en frecuencia
- {\displaystyle W} es el ancho de banda de la señal moduladora.